# フルタゾラム
フルタゾラム (Flutazolam) は、ベンゾジアゼピン系の抗不安薬の一種で消化管機能安定剤として用いられる。短時間作用型。日本では、商品名コレミナール（沢井製薬）で発売されている。
連用により依存症、急激な量の減少により離脱症状を生じることがある。

## 適用
- 心身症（過敏性腸症候群や十二指腸潰瘍など）および抑うつ、緊張、不安[1]。

※過敏性腸症候群、慢性胃炎、胃潰瘍・十二指腸潰瘍の消化器系心身症に対する有効率は有効以上62.9％（389/618）。
症状別には便通異常、腹痛、腹部膨満感・不快感、悪心・嘔吐等の消化器症状に効果。
呼吸器・循環器系の心身症、自律神経失調症、神経症等に対しては、ジアゼパムに比し特に優れた特徴は見られず。
（消化器系心身症618例についてカプセル剤で実施された二重盲検比較試験を含む16種の臨床試験による）

## 薬理
脳にある神経受容体に結合することにより、神経を活性化させる。
中脳網様体−視床下部−大脳辺縁系に抑制的に作用する。馴化作用（ラット及びマウス）と条件行動抑制作用（ラット）はジアゼパムとほぼ同程度の効力であるが、筋弛緩作用（マウス）はジアゼパムより弱い。

## 禁忌
- 急性狭隅角緑内障のある患者（抗コリン作用による眼圧の上昇）[1]
- 重症筋無力症のある患者（筋弛緩作用による症状の悪化の可能性）[1]

## 副作用

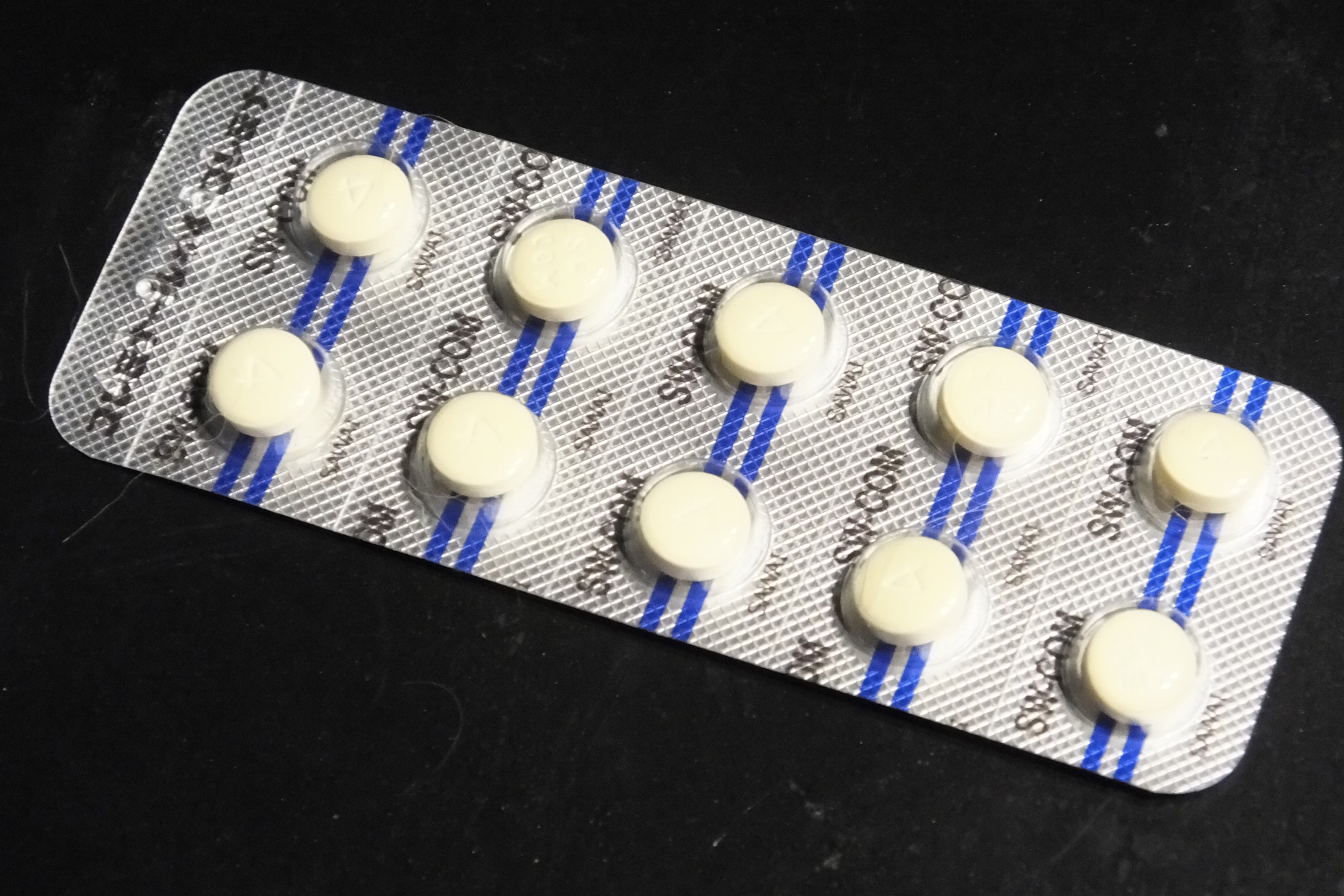
コレミナール（フルタゾラム）

眠気（0.80％）、口渇（0.28％）、めまい・ふらつき・たちくらみ（0.16％））、倦怠感、頭痛、集中力低下、ふらつき、脱力感など。
※承認時及び市販後使用成績調査で11,011例中、副作用が報告されたのは179例（1.63％）。

### 依存性
日本では2017年3月に「重大な副作用」の項に、連用により依存症を生じることがあるので用量と使用期間に注意し慎重に投与し、急激な量の減少によって離脱症状が生じるため徐々に減量する旨が追加され、厚生労働省よりこのことの周知徹底のため関係機関に通達がなされた。奇異反応に関して、錯乱や興奮が生じる旨が記載されている。医薬品医療機器総合機構からは、必要性を考え漫然とした長期使用を避ける、用量順守と類似薬の重複の確認、また慎重に少しずつ減量する旨の医薬品適正使用のお願いが出されている。調査結果には、日本の診療ガイドライン5つ、日本の学術雑誌8誌による要旨が記載されている。